# Podarcis waglerianus
La lucertola siciliana (Podarcis waglerianus), dal greco antico  ποδάρκης  (podarcis = piè veloce), è un piccolo sauro della famiglia Lacertidae, endemica della Sicilia.

## Descrizione

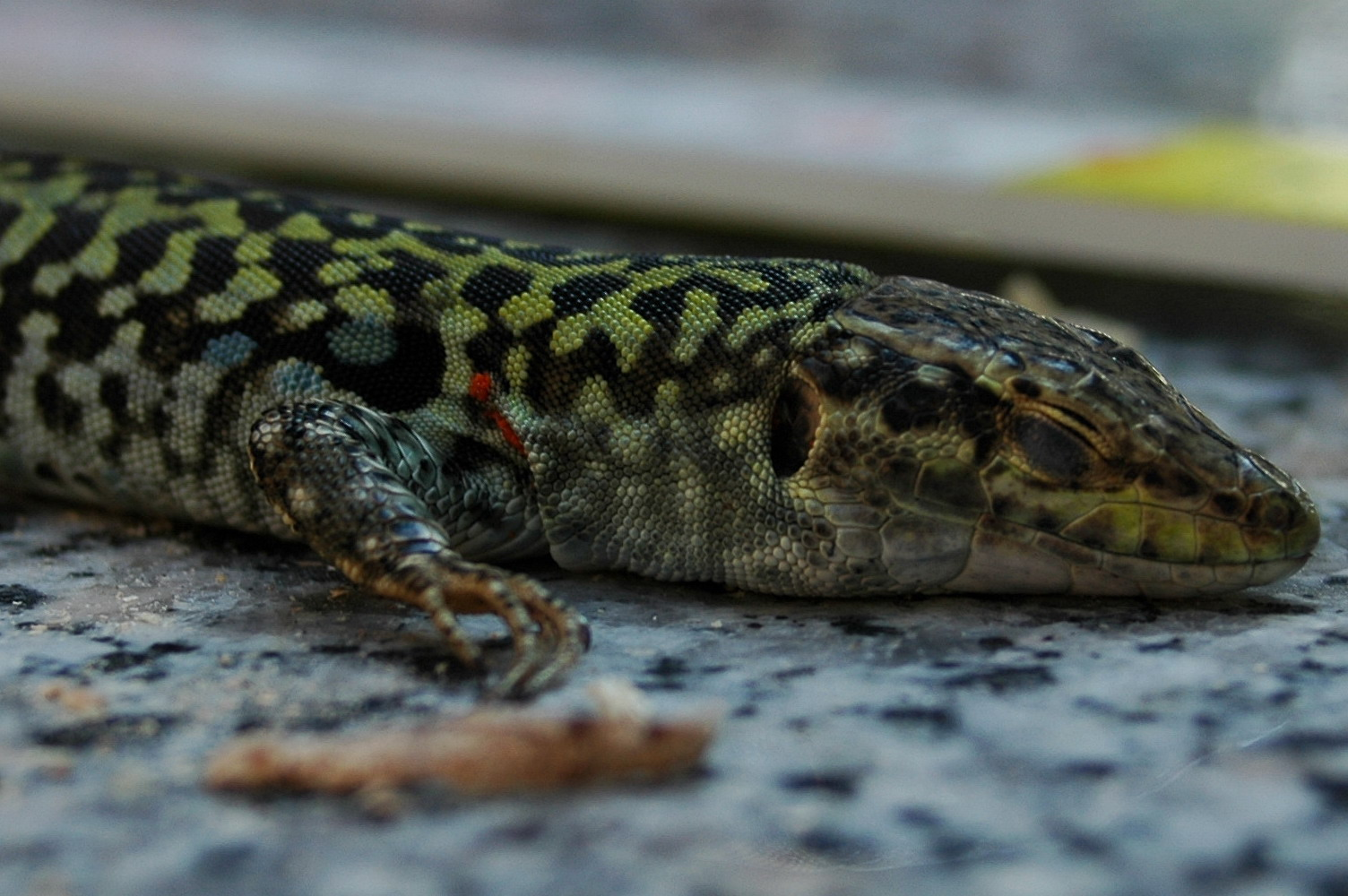

È un piccolo sauro, lungo sino a 25 cm, molto simile a P. siculus, da cui si differenzia per delle striature longitudinali dorso-laterali chiare più definite e per le dimensioni leggermente inferiori degli arti.

Il dorso è verde o verde-oliva o verde-brunastro, mentre il ventre è bianco o arancione o rosato.
La colorazione mostra una ampia variabilità stagionale con prevalenza delle tonalità verdi in primavera e di quelle verde-oliva o verde-brunastro in estate.

## Biologia
La sua dieta è prevalentemente insettivora e comprende araneidi, coleotteri, imenotteri formicidi e larve di altri artropodi.
È una specie ovipara che si riproduce da aprile a giugno; le femmine depongono da 2 a 6 uova che hanno un periodo di incubazione di circa 2 mesi.

## Distribuzione e habitat
L'areale di P. waglerianus comprende la gran parte della Sicilia (assente nella parte nord-orientale dell'isola), le isole Egadi (Favignana, Levanzo e Marettimo) e Isole dello Stagnone di Marsala (Isola Grande, La Scuola e Santa Maria) .
Occupa una vasta gamma di habitat: garighe, pascoli, aree a macchia mediterranea nonché coltivi, giardini e aree antropizzate, spesso in simpatria con P. siculus.